# Leochilus johnstonii
Leochilus johnstonii är en orkidéart som beskrevs av Oakes Ames och Donovan Stewart Correll. Leochilus johnstonii ingår i släktet Leochilus och familjen orkidéer. Inga underarter finns listade i Catalogue of Life.